# Antón de Morales

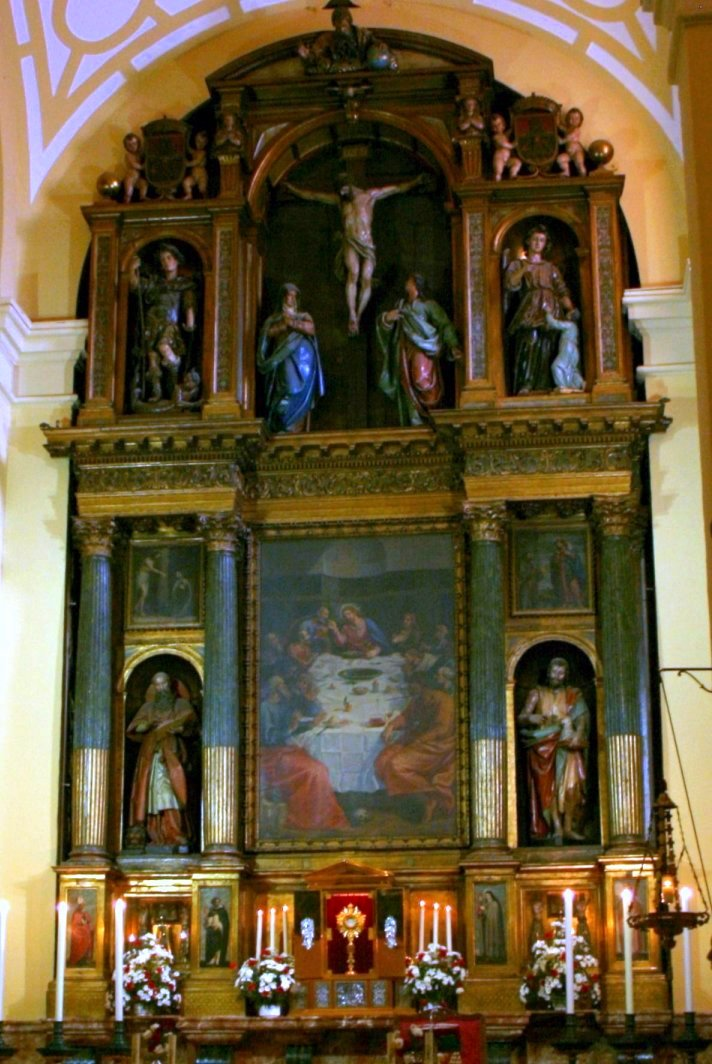
Retablo mayor de la iglesia del convento de monjas jerónimas del Corpus Christi, llamado de las Carboneras, Madrid.

Antón de Morales, escultor barroco español documentado entre 1589 y 1623. 

## Biografía
Natural de Granada, hijo de un artillero de La Alhambra, obtuvo, según parece, el título de escultor en Sevilla, pero hizo toda su carrera en la corte, donde se encontraba ya en 1589, colaborando con Pompeo Leoni. En ese mismo año contrató con el pintor Diego de Urbina una imagen de San Sebastián para el oratorio del Ayuntamiento de Madrid, imagen que todavía se encontraba en su lugar a finales del siglo XIX, y un año más tarde el mismo pintor le encargaba algunas esculturas para el desaparecido retablo de Pozuelo de Alarcón. 
En 1591 contrajo matrimonio en la iglesia de San Sebastián con Catalina Rodríguez, actuando como testigo el pintor Rómulo Cincinato. Del matrimonio nacerán entre 1592 y 1617 doce hijos, bautizados todos en la misma iglesia, aunque la residencia cambió en este tiempo de la calle de la Cruz a la de Gorguera.
La relación con Leoni se documenta en 1592, cuando firmó como testigo en el documento del acuerdo establecido entre fray Antonio de Villegas, agustino del Monasterio de san Felipe el Real, y Pompeo Leoni para la hechura de un Cristo crucificado en madera que debía realizar este. Es posible que Leoni —que no acostumbraba a trabajar en madera— traspasase la ejecución a Morales, a quien Martín González atribuye el Crucifijo de la Real Academia de Bellas Artes de San Fernando, procedente del convento madrileño de la Victoria y tradicionalmente creído de Leoni, por su semejanza con el posterior Crucificado de las Carboneras, documentado a nombre de Morales. Hacia 1597 se encargó de las esculturas del retablo de san José en la capilla del relicario del Monasterio de Guadalupe, Cáceres. En 1599 trabajó en los arcos y decoraciones festivas para la solemne entrada en Madrid de la reina Margarita de Austria, esposa de Felipe III, contratados por Leoni y Vicente Carducho. A Morales correspondieron en aquellos decorados efímeros los arcos de San Felipe el Real y de la iglesia del Salvador en la calle Mayor.
En Valladolid, a donde se había trasladado la corte, se hizo cargo en 1604 del modelo en cera por diseño de Leoni del bulto de María de Hungría para el cenotafio de la basílica de El Escorial, y el profesor Alfonso G. Rodríguez de Ceballos le atribuye la ejecución de algunas de las esculturas en madera contratadas por Leoni para el retablo de la desaparecida iglesia vallisoletana de San Diego, costeado por el duque de Lerma, al que pertenece el grupo del Calvario del Museo Nacional de Escultura. Años más tarde, en 1613, se le encuentra tasando lo que toca a su oficio de los bienes del Condestable de Castilla, para quien trabajó en alguna otra ocasión como tasador. Entre 1612 y 1618 realizó junto con Antonio de Herrera las esculturas (Apostolado y Calvario) del retablo mayor de la iglesia de la Magdalena de Getafe, que había contratado su antiguo discípulo, Alonso Carbonel, a quien corresponden las trazas. Siendo difícil delimitar lo realizado por cada uno de los escultores, por proximidad con otras obras suyas a Morales podría corresponderle el Calvario. 
Obra documentada de Morales es el retablo mayor de la iglesia del convento de monjas jerónimas del Corpus Christi de Madrid, vulgarmente llamado de las Carboneras, concluido en 1622 y por el que percibió 30 000 reales, y quizá le pertenezcan también los retablos colaterales, de sólo arquitectura y pintura. El retablo mayor, con pinturas de Vicente Carducho, sigue en su concepción arquitectónica el retablo de El Escorial, simplificado por sus menores dimensiones, y se completa con las esculturas de San Miguel, el Ángel de la Guarda, San Jerónimo y San Juan Bautista, con el Padre Eterno y el Calvario en el ático, donde destaca la figura de recia musculatura del Cristo crucificado, indudablemente influido por Leoni, a quien estuvo atribuido hasta localizarse la documentación que hizo posible asignárselo con certeza a Morales, en una línea paralela a la de Gregorio Fernández.